# El Sexto Sentido: Re+Loaded
На 6 юни 2006 година, Талия преиздава албума си El Sexto Sentido под името El Sexto Sentido: Re+Loaded, който съдържа 3 нови песни и един ремикс. Една от новите композиции – Cantando Por un Sueno става заглавната песен на риалити шоу със същото име и е издадена като първи сингъл от този албум. Следващият сингъл е Olvidame, който не постига успех, въпреки че песента се счита за една от най-добрите ѝ балади. No, No, No е дует на Талия с Ромео Антъни от групата Авентура – песента е последния сингъл от албума. Песента постига голям успех, като оглавява класациите в Пуерто Рико и достига 4 позиция в латино чарта на Билборд. Песента спечели и на престижните награди за латино музика Premio Lo Nuesto в категорията за „Поп парче на годината“ през 2007 година.

## Песни
1. Cantando Por Un Sueno
2. No, No, No (featuring Anthony Romeo Santos)
3. Amar Sin Ser Amada
4. Seduccion
5. Un Sueno para Dos
6. Sabe Bien
7. 24.000 Besos (24.000 Baci)
8. Olvidame
9. No Puedo Vivir Sin Ti
10. Un Alma Sentenciada
11. No Me Voy a Quebrar
12. Empezar de "O"
13. Un Alma Sentenciada [Hex Hector Remix]
14. La Super Chica

## Сингли
- Cantando Por Un Sueno
- Olvidame
- No, No, No (с участието на Anthony)

## Видеоклипове
- Видеоклип на „Cantando Por Un Sueno“ – VBOX
- Видеоклип на „Olvidame“ – VBOX
- Видеоклип на „No No No“ – VBOX